# Willem Vrelant

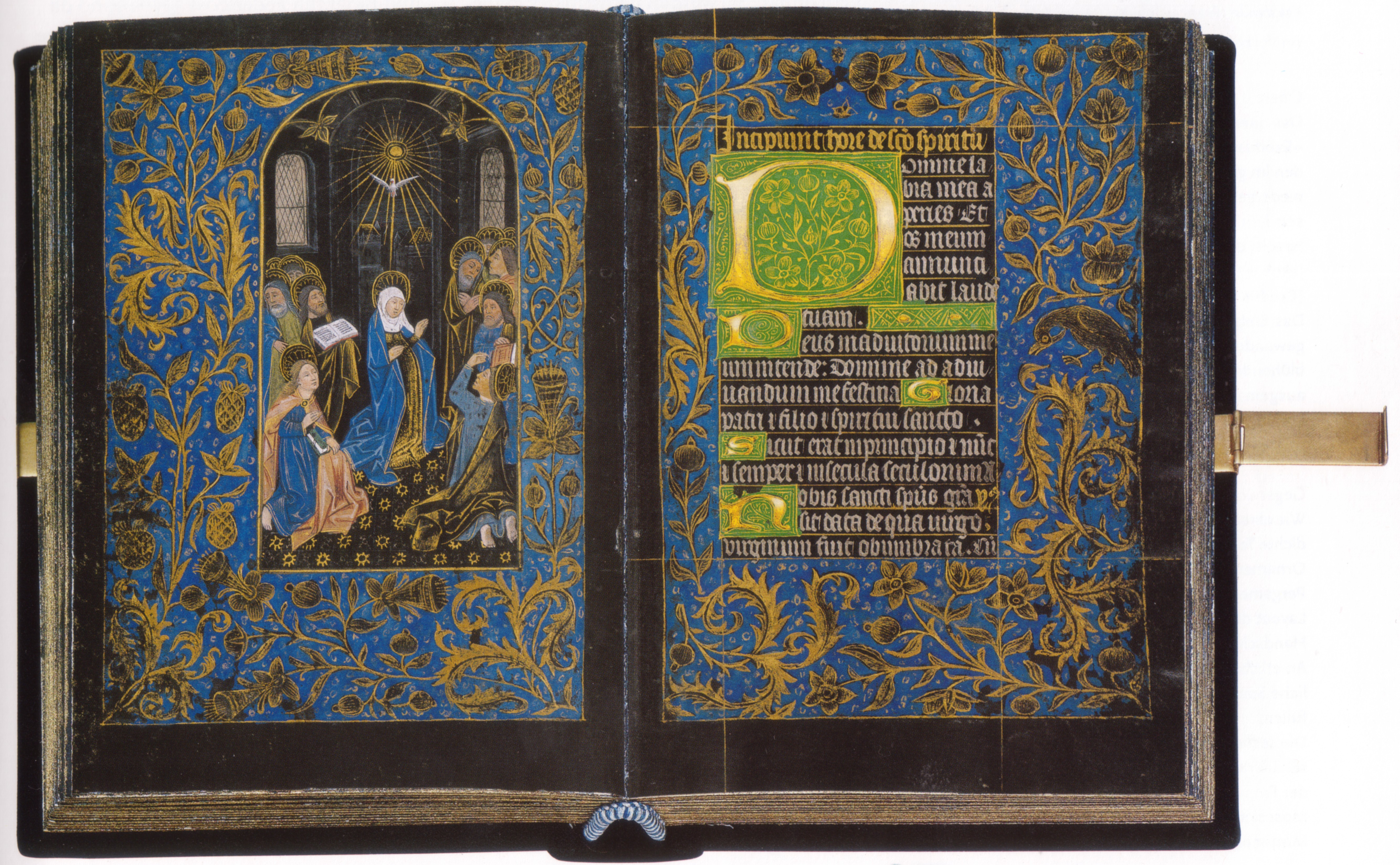
Willem Vrelant (Umkreis): Schwarzes Stundenbuch mit eingefärbtem Pergament (Brügge, um 1475)

Willem Vrelant (* in Utrecht; † um 1481/82 in Brügge) war ein niederländischer Buchmaler. 

## Leben und Wirken
Bereits um 1450 war Vrelant in Utrecht tätig und schuf hier das Stundenbuch des Willem von Montfort. Von 1454 bis 1481 ist er in der Brügger Buchmachergilde nachweisbar. In seiner leistungsstarken und produktiven Werkstatt entstanden unter anderem ein 1455–1460 datiertes Stundenbuch, das sich heute in Baltimore befindet, das Stundenbuch der Isabella von Kastilien (um 1460), die Chroniques de Hainaut (1468) sowie einzelne Miniaturen im Stundenbuch der Maria von Burgund (um 1480).